# Immersion (Pendulum)
Immersion è il terzo album in studio del gruppo musicale australiano Pendulum, pubblicato il 21 maggio 2010 in Australia e in Irlanda e tre giorni più tardi nel resto del mondo.
Si tratta del primo album registrato con il batterista KJ Sawka, subentrato a Paul Kodish nel corso del 2009 ed annunciato ufficialmente il 24 marzo 2010.

## Descrizione
Immersion è stato presentato in anteprima in Australia da Rob Swire, Gareth McGrillen e Paul "El Hornit" Harding (insieme anche a Ben Mount), i quali si sono esibiti in un DJ set tra dicembre 2009 e gennaio 2010. Il 22 gennaio 2010 il gruppo ha realizzato un intero streaming dal vivo dell'album presso il Matter di Londra.
Le registrazioni dell'album sono state terminate il 18 aprile 2010, venendo successivamente masterizzato ai Bernie Grundman Studios di Los Angeles.
Nell'album sono presenti alcune collaborazioni: il gruppo melodic death metal svedese In Flames ha collaborato al brano Self vs Self, Liam Howlett dei The Prodigy ha collaborato e co-prodotto il brano Immunize mentre Steven Wilson, frontman dei Porcupine Tree, ha interpretato vocalmente il brano The Fountain. I primi due singoli estratti dall'album sono stati Watercolour e Witchcraft. Il brano Set Me on Fire contiene un campionamento del brano We Do the Killing di Cocoa Tea.
Nel corso della prima settimana di vendite, Immersion ha debuttato alla prima posizione nella classifica britannica degli album. L'album ha ricevuto le critiche più disparate sia dai media che dai fan del gruppo: ciò è dovuto al fatto che, rispetto ai precedenti lavori, Immersion si presenta come un disco fortemente eterogeneo dove i Pendulum hanno sperimentato e combinato fra loro più stili musicali, tra cui rock, drum and bass, dubstep, musica house e heavy metal.

## Tracce
Testi e musiche di Rob Swire, eccetto dove indicato.
1. Genesis – 1:09
2. Salt in the Wounds – 6:38
3. Watercolour – 5:03
4. Set Me on Fire – 5:02
5. Crush – 4:13
6. Under the Waves – 4:55 (Rob Swire, Ben Mount, Paul Harding)
7. Immunize (ft. Liam Howlett) – 4:36 (Rob Swire, Liam Howlett)
8. The Island - Pt. I Dawn – 5:20
9. The Island - Pt. II Dusk – 4:09
10. Comprachicos – 2:48 (Rob Swire, Gareth McGrillen)
11. The Vulture – 4:03 (Rob Swire, Ben Mount)
12. Witchcraft – 4:12 (Rob Swire, Gareth McGrillen)
13. Self vs. Self (ft. In Flames) – 4:45 (Rob Swire, Anders Fridén, Björn Gelotte)
14. The Fountain (ft. Steven Wilson) – 5:00 (Rob Swire, Steven Wilson)
15. Encoder – 5:21 (Rob Swire, Peredur ap Gwynedd)

Tracce bonus nell'edizione deluxe di iTunes
1. Watercolour (deadmau5 Remix) – 6:06
2. Watercolour (Emalkay Remix) – 5:07
3. Witchcraft (Rob Swire's Drum-Step Mix) – 5:44
4. Witchcraft (John B Remix) – 6:53
5. Witchcraft (Chuckie Remix) – 4:59
6. Witchcraft (Netsky Remix) – 4:56
7. The Island – 9:29
8. The Island (Tiësto Remix) – 6:45
9. The Island (Cicada Remix) – 7:12
10. The Island (Steve Angello, AN21, Max Vangeli Remix) – 6:40
11. The Island (Lenzman Remix) – 4:57
12. The Island (Madeon Remix) – 4:06
13. The Island (Statelapse Remix) – 5:15
14. Watercolour (Video) – 3:29
15. Witchcraft (Video) – 3:52
16. The Island (Video) – 3:40
17. The Making of Immersion (Video) – 11:15
18. Making the Immersion Artwork (Video) – 4:34
19. Witchcraft - Making of the Music Video (Video) – 3:48
20. Pendulum - Live at Wembley (Trailer) (Video) – 4:12
21. Pendulum Live - Tour Graphics (Video) – 5:56

## Formazione
Gruppo
- Rob Swire – sintetizzatore, programmazione, produzione, voce (tracce 3, 5-10, 12, 13 e 15), chitarra (tracce 6 e 10)
- Gareth McGrillen – sintetizzatore, programmazione e produzione (eccetto traccia 1), basso (tracce 10 e 12)
- Peredur ap Gwynedd – chitarra (tracce 5, 11-15)
- Kevin "KJ" Sawka – batteria (tracce 5, 10, 12, 13 e 15), percussioni (tracce 8, 9, 11 e 15)
- Ben Mount – voce (traccia 11)

Altri musicisti
- Andy Greenwood – ottoni (traccia 3)
- Andy Wood – ottoni (traccia 3)
- Craig Wild – ottoni (traccia 3)
- Andrian Revell – ottoni (traccia 3)
- Martin Williams – ottoni (traccia 3)
- Samantha Beagley – voce aggiuntiva (traccia 11)
- Anders Fridén – voce (traccia 13)
- Björn Gelotte – chitarra (traccia 13)
- Peter Iwers – basso (traccia 13)
- Steven Wilson – voce (traccia 14)

## Classifiche
| Classifica (2010) | Posizione massima |
| ----------------- | ----------------- |
| Australia         | 3                 |
| Austria           | 20                |
| Belgio (Fiandre)  | 67                |
| Belgio (Vallonia) | 98                |
| Finlandia         | 50                |
| Germania          | 62                |
| Grecia            | 25                |
| Nuova Zelanda     | 3                 |
| Paesi Bassi       | 48                |
| Regno Unito       | 1                 |
| Svizzera          | 43                |